# Каличе (Парма)
Каличе (итал. Calice) је насеље у Италији у округу Парма, региону Емилија-Ромања.
Према процени из 2011. у насељу је живело 17 становника. Насеље се налази на надморској висини од 882 м.